# Binsted
Binsted is een civil parish in het bestuurlijke gebied East Hampshire, in het Engelse graafschap Hampshire met 1817 inwoners.